# Tricameralidad
Se denomina tricameralidad al sistema político propuesto por el socialismo autogestionario en el que el poder legislativo se estructura en tres cámaras : 
1. Cámara baja o Parlamento cuyo objetivo es la representación ideológica a través de los partidos políticos.
2. Cámara alta o Senado cuyo objetivo es la representación territorial en estados de tipo federativo/confederativo.
3. Cámara socio-económica o laboral, cuyo objetivo es la representación laboral a través de los sindicatos.

Los sistemas de organización del poder legislativo más habituales son, no obstante, los unicamerales o bicamerales.

## Teoría
Los proponentes de la tricameralidad, argumentan que la representación de la comunidad en cada nivel (municipal, autonómico o estatal, nacional o federal, etc.) es un problema complejo y que tiene tres fuentes (la ideológica, la sindical y la territorial). Para resolverlo, se postula la existencia de tres cámaras en cada uno de los niveles citados (municipal, autonómico o estatal y nacional o federal).
En el nivel nacional o federal, en lo que respecta a la cámara socio-económica, la representación sindical enviaría por cada sindicato un número de representantes proporcional al número de trabajadores que representa a cada rama sindical. Este mismo principio debería aplicarse a los partidos políticos en función del número relativo de sus afiliados o de los votos conseguidos. Este mismo procedimiento puede aplicarse a los países/nacionalidades/naciones que componen la federación/confederación. Una representación proporcional al número de los habitantes de cada nacionalidad permitirá representarlos en función de su peso humano específico. Ahora bien, en el caso específico de las nacionalidades, convendría quizás tener en cuenta, como se hace en la mayoría de los países federales, la adición de un número fijo mínimo de representantes para cada nacionalidad, a fin de compensar en algo las diferencias numéricas de población que pudieran perjudicar excesivamente a las nacionalidades más pequeñas. 
Si del nivel nacional o federal se pasa al de cada una de las "nacionalidades" se sigue el mismo planteamiento. Sus parlamentos también deben recoger las tres fuentes de representación: los partidos políticos presentes en la nacionalidad, los sindicatos presentes en estas mismas nacionalidades, y la representación territorial en la que a la vez se divide administrativamente la nacionalidad. 
Estrechamente relacionado al concepto de tricameralidad y federalismo/confederalismo está la teoría  política del estadounidense John C. Calhoun pudiedo ser resumida en tres puntos. 
1. Principio de Pacto y Soberanía : Unión entre diferentes entes soberanos para constituir un corpus superior sin que las partes pierdan su soberanía original.
2. Derecho de Nulificación o Veto Confederal : Veto de los organismos supraestatales al órgano común superior. En el Derecho Foral español la nulificación se asemajaría al Pase Foral
3. Mayoría Concurrente. Mayoría legislativa obtenida de la concurrencia de diferentes colectivos y no en la mera suma de escaños, es decir Mayoría Numérica. La tricameralidad constituiría la concurrencia de partidos, sindicatos y territorios.